# もしも徳川家康が総理大臣になったら
『もしも徳川家康が総理大臣になったら』（もしもとくがわいえやすがそうりだいじんになったら）は、眞邊明人によるSF小説、ビジネス小説。2021年にサンマーク出版より刊行された。
内閣総理大臣が新型コロナウイルス感染症に感染して死亡したため、政府がAIとホログラムを使って歴史上の偉人たちを復活させ、徳川家康を内閣総理大臣とした最強内閣を組閣するという奇想天外な物語を描く。略称は「もし徳」。
2024年に映画版が公開された。

## あらすじ
2020年、コロナウイルスの流行により世界中が大パニックに陥る中、初動が遅れ対策が進まなかった日本は首相官邸でのクラスターにより首相原太郎を亡くす。この混乱の中で政府の信頼は地に落ち、内閣支持率も過去最低となっていた。
そこで与党日本党率いる政府は極秘裏に開発を進めていた人工知能IZUMOをもちいて歴史上の偉人をホログラムにより現代に蘇らせ、今後の舵取りを任せることにした。
こうして発足した徳川家康を首相とする「最強内閣」は確かなリーダーシップを発揮して反対意見を押し切り、感染の封じ込めに成功。さらに様々な政策を通じて日本の地位を押し上げ熱狂的な支持を集める一方、プログラムには深刻なバグの存在が仄めかされていた…。
なお映画版はストーリーの大半が大きく異なる。

## 登場人物
徳川家康内閣
- 徳川家康(首相)
- 坂本龍馬(内閣官房長官)[注 1]
- 織田信長(経産相)
- 豊臣秀吉(財相)
  - 石田三成(財副相)
  - 大久保利通(財副相)
- 徳川吉宗(農水相)
- 徳川綱吉（厚労相）
  - 緒方洪庵（厚労副相）
- 足利義満(外相)
- 北条政子(総相)
- 藤原頼長(法相[注 2])
  - 江藤新平（法副相）
- 北条時宗
- 菅原道真(文科相[注 3])
  - 福沢諭吉(文科副相)
- 楠木正成
- 平賀源内(IT担当大臣)
- 荻原重秀(経済再生担当相)
- 大岡忠相
  - 近藤勇(治安部隊)
  - 土方歳三(治安部隊)
  - 沖田総司(治安部隊)
- 本多正信(国家公安委員長)

官僚
吉田拓也 - エリート官僚。三成らに感化され、髷を結うようになる。
大日本テレビ
西村理沙 - 政治部で元アナウンサー。アナウンサーへの引き戻しを打診され、それを条件に「官房長官番」として龍馬と頻繁に接触するようになる。
プログラマー
才谷龍太郎 - 天才プログラマー。水口教授と共にシステムの根幹となるコンピュータ「IZUMO」をつくり上げるが、あることがきっかけで決別し、行方をくらます。

## 映画
2024年7月26日に公開された。監督は武内英樹。

### キャスト
- 西村理沙（テレビ局政治部の新人記者）：浜辺美波[3]
- 坂本龍馬（内閣官房長官）：赤楚衛二[3]
- 織田信長（経済産業大臣）：GACKT[4]
- 徳川吉宗（農林水産大臣）：髙嶋政宏[5]
- 北条政子（総務大臣）：江口のりこ[5]
- 徳川綱吉（厚生労働大臣）：池田鉄洋[5]
- 足利義満（外務大臣）：小手伸也[5]
- 聖徳太子（法務大臣）：長井短[5]
- 石田三成（財務副大臣）：音尾琢真[6]
- 土方歳三（警備隊）：山本耕史[6][注 4]
- 緒方洪庵：田中茂弘
- 森本慶一（テレビ局政治部部長）：梶原善[7]
- 吉田拓也（財務省官僚）：足立英[7]
- 常盤英子（野党議員）：千葉雅子
- 宇津井芳雄（野党議員）：矢嶋俊作
- 島川徹（情報バラエティ番組司会者）：小籔千豊[7]
- 御子柴学（日本党幹事長）：酒向芳[7]
- 紫式部（文部科学大臣）：観月ありさ[5]
- 豊臣秀吉（財務大臣）：竹中直人[4][注 5]
- 徳川家康（内閣総理大臣）：野村萬斎[3]
- ナレーション：窪田等

### スタッフ
- 原作：眞邊明人『もしも徳川家康が総理大臣になったら』（発行 サンマーク出版）
- 監督：武内英樹
- 脚本：徳永友一
- 音楽：Face 2 fAKE
- 主題歌：新しい学校のリーダーズ「Change」[8]
- 製作：市川南
- 共同製作：上田太地、黒川精一、野村英章、渡辺章仁、沢考史、松下幸生、檜原麻希
- エグゼクティブプロデューサー：臼井央
- 企画・プロデュース：稲田秀樹、小池祐里佳
- プロデューサー：窪田義弘
- ラインプロデューサー：片平大輔
- 撮影：谷川創平
- 美術：棈木陽次
- 録音：金杉貴史
- 照明：李家俊理
- 編集：松尾浩
- スケジュール：長尾楽
- 助監督：楢木野礼
- 制作担当：清水貴紀
- 扮装統括・衣装デザイン：柘植伊佐夫
- 衣装製作：玉置博人
- スタイリスト：大友洸介
- 時代衣装：齋藤隆
- ヘアメイク：古川なるみ
- 特殊メイク・スーパーバイザー：江川悦子
- 床山：荒井孝治
- 装飾：竹原丈二
- VFXプロデューサー：赤羽智史
- VFXスーパーバイザー：長崎悠
- 選曲：藤村義孝、近藤隆史
- 音響効果：伊東晃
- スクリプター：渡邉美恵
- キャスティング：杉野剛
- 音楽プロデューサー：有馬由衣
- 宣伝プロデューサー：豊澤康弘、本山大樹、小倉良介
- プロダクション統括：會田望
- 配給：東宝
- 制作プロダクション：TOHOスタジオ
- 製作：「もしも徳川家康が総理大臣になったら」製作委員会（東宝、サンマーク出版、トライストーン・エンタテイメント、ローソングループ、秋田書店、クオラス、ニッポン放送）

## 漫画
コミカライズが『もしも徳川家康が総理大臣になったら―絶東のアルゴナウタイ―』のタイトルで『別冊ヤングチャンピオン』（秋田書店）にて2022年5月号より連載中。漫画は藤村緋二が担当。
2022年11月、単行本第1巻の発売を記念したPVを公開。2023年5月、本作の単行本第2巻と同じ雑誌で連載されている藤堂裕の『信長を殺した男 〜日輪のデマルカシオン〜』の第4巻が同時発売されたことを記念したイベントを静岡県のイオンモール浜松志都呂にて開催。イベントには細元優希乃と瀬戸万莉愛も参加した。
『ヤングチャンピオン』編集長の梅澤丈文によると、本作は「英雄達を通じて、日本人が持つ、強くたくましい心、新旧の矛盾と軋轢を跳ねのける「温故知新」のハートを刺激する」作品である。
- 眞邊明人（原作）・藤村緋二（漫画）『もしも徳川家康が総理大臣になったら―絶東のアルゴナウタイ―』秋田書店〈ヤングチャンピオンコミックス〉、既刊6巻（2025年8月20日現在）
  1. 2022年11月18日発売[13]、ISBN 978-4-253-30931-8
  2. 2023年5月18日発売[14]、ISBN 978-4-253-30932-5
  3. 2023年11月20日発売[15]、ISBN 978-4-253-30933-2
  4. 2024年6月19日発売[16]、ISBN 978-4-253-30934-9
  5. 2025年1月20日発売[17]、ISBN 978-4-253-30935-6
  6. 2025年8月20日発売[18]、ISBN 978-4-253-30936-3